# The Tavern Keeper's Daughter

The Tavern Keeper's Daughter est un film muet américain réalisé par D. W. Griffith, sorti en 1908.

## Synopsis
Un Mexicain fait des avances à la fille d'un aubergiste mais celle-ci le repousse.

## Fiche technique
- Titre : The Tavern Keeper's Daughter
- Réalisation : D. W. Griffith
- Société de production et de distribution : American Mutoscope and Biograph Company
- Photographie : Arthur Marvin
- Pays de production :  États-Unis
- Format[1] : Noir et blanc - Muet - 1,33:1 ou 1,37:1[2] - 35 mm[2],[3]
- Longueur de pellicule : 410 pieds (124,97 mètres[3])
- Durée : 7 minutes (à 16 images par seconde)[1]
- Date de sortie : 24 juillet 1908

## Distribution
Les noms des personnages proviennent de l'Internet Movie Database.
- Marion Leonard : la jeune fille
- Harry Solter : le vieil homme
- George Gebhardt : le Mexicain
- Marion Sunshine
- Edward Dillon : le père[4]
- Florence Auer : la mère[2],[4]

## Autour du film
Les scènes du film ont été tournées les 2 et 13 juillet 1908 dans le studio de la Biograph à New York.